# تپه مولا
تپه مولا روستایی است از توابع شهرستان بروجرد در استان لرستان. این روستا در دهستان دره‌صیدی در بخش مرکزی این شهرستان قرار دارد. آرامگاهی با نام امامزاده عسگری در این روستا وجود دارد که مورد احترام اهالی است. تپه مولا در شرق بروجرد و در منطقه‌ای کوهستانی قرار دارد و دسترسی به آن از طریق جاده بروجرد به اراک امکانپذیر است.
مولا خان فرزند فرخ خان از عشایر ایلام بود که در این منطقه روستایی را بنا میکند و در آینده تپه مولا نام میگیرد.
مولا دارای ۷ پسر بود به نام های فرج ، علی خان، تا فتح الله، نعمت الله و ... در حال حاضر از نسل هر هفت پسر مولا خان در روستای تپه مولا افرادی زندگی میکنند.
بعدها مهاجرین زیادی با موافقت مولا خان در این روستا ساکن می شوند و این روستا تا به امروز پا برجا و استوار مانده.

## جمعیت
بنابر سرشماری مرکز آمار ایران، جمعیت تپه مولا در سال ۱۳۸۵ برابر با ۳۰۷ نفر بوده‌است که از این میان ۱۴۷ نفر مرد و بقیه زن بوده‌اند. این روستا ۸۰ خانوار دارد.